# 강화 (심리학)
심리학에서 강화(强化,Reinforcement)는 생물이 어떤 자극에 반응해 유의미하게 미래의 행동에 영향을 주는것을 가리킨다.

## 보상
특히 행동주의 이론에서 강화는 보상을 통해 특정 행동의 형성을 유도하거나 또는 행동수정으로 이어질수있으며 보상시스템(Reward system)과도 밀접한 관련이 있다.

## 강화이론
행동주의 이론과 인지주의 이론에서 이둘을 결합 및 활용하는 앨버트 밴두라(Albert Bandura)의 사회학습이론는 어떻게 인간의 행동이 인지능력과 연관되는지를 잘 보여준다.

## 강화계획
조작적 조건형성에서 강화계획은 수반성과 행동과의 관계가 복잡한 환경이라는 변수로 나타남으로써 도박행동,협동시 꾀병등의 다양한 반응을 이해하는 원리를 제공한다.
이러한 맥락에서 연속성과 비연속성(간헐성)은 강화 계획에 있어서 주요한 구성걔념들이다.

## 간헐적강화
간헐적 강화(間歇的強化)은 심리학에서 규칙에 의하여 강화 자극을 제시함으로써 조건 형성의 속도와 후속하는 소멸의 속도를 높이거나 낮추는 실험 절차이다. 강화 자극을 제시하는 규칙은 일정한 수의 반응의 발생과 일정한 시간의 경과에 따르며 이러한  규칙을 변동간격 스케줄(variable- interval schedule)이라고 정의했을 때 이에 따라서 조건 형성에 의한 반응의 강도가 특징적인 곡선을 그린다. 그러나 이러한 간헐적 강화에서 조차 보다 비규칙성을 갖을수록 예를 들어 비규칙적인 시간간격과 반응에 대한 보상의 량 또는 반응 횟에대한 보상등  비율적으로 비규칙일 때  더욱 강화되고 따라서 더 소거하기 힘들어지는 결과를 보여준다. 이러한 간헐적 강화를 변동비율 스케줄(variable-ratio schedule)라고 정의해볼 수 있다.

## 무반응 차별강화
차등강화(Differential Reinforcement) 또는 차별강화는 특정 대상 행동 이외의 모든 대응에 대해 강화가 보상되는 강화(Reinforcement) 절차이다.

## 같이 보기
- 방어기제
- 강화 학습
- 처벌